# Земаљски музеј Босне и Херцеговине
Земаљски музеј Босне и Херцеговине у Сарајеву је музејска институција у Босни и Херцеговини, основана 1888. године. Скица данашње зграде музеја и његова изградња у средишњем дијелу града Сарајева су одређени регулационим планом из 1909. године. Архитекта Карло Паржик је урадио пројекат зграде, која се састоји од четири засебна павиљона међусобно повезана терасама, са унутрашњим атријумом у којем је смјештена ботаничка башта. Зграда је рађена у неоренесансном стилу.

## Историја
Доласком аустроугарске управе на простор Босне и Херцеговине, почела се остваривати мисао, покренута још прије много година. Створили су се услови да Босна и Херцеговина добије први музеј, у коме би се јавно изложиле рукотворине и знаменитости српског народа у Босни и Херцеговини. Крајем 1884. године је конституисан одбор од 15 чланова, који су чинили најугледнији и најинтелигентнији грађани из Сарајева. На Бадњи дан сљедеће, 1885. одбор се преставио барону Апелу, и упознао га са идејом оснивања музеја и плановима конститутивног одбора. Чуварем музеја именован је Никола Арсеновић познати технолог и етнограф јужно-славенски. Циљеви овог друштва су били да својим радом и музејском дјелатношћу спасу од пропадања богату историјску, етнографску и археолошку грађу у Босни и Херцеговини.
Земаљски музеј у Сарајеву је током свог постојања успио да сакупи дио културног националног наслеђа земље и свих њених народа. Експонати су разврстани по одјељењима (археолошко, етнолошко и одјељење природних наука) у неколико различитих збирки (фолклорна, нумизматичка, природословна, праисторијска, античка и друге), а најзначајнији музејски експонат је позната сарајевска Хагада, традиционална јеврејска књига коју су Сефарди донијели у Сарајево након њиховог прогона из Шпаније.
Музеј је тешко оштећен током последњег рата у Босни и Херцеговини од 1992. до 1995. године. У јесен 2004. је био привремено затворен за јавност због недостатка финансијских средстава.

## Ботанички врт
Ботанички врт се налази у централном дијелу комплекса Земаљског музеја. Једини је споменик ове врсте у Сарајеву. Основан је 1913. године, а његов оснивач је био ботаничар Карло Мали. Површина ботаничког врта износи 14.270 m2 и у њему се узгаја више од 3000 биљних врста. Овдје се на једном мјесту могу видјети бројне егзотичне врсте дрвећа као што су: јапанска трешња, мамутовац, гинко и сл. Врт посједује и веома вриједан хербаријум.